# Pita graciosa
La pita graciosa  (Erythropitta venusta) és una espècie d'ocell de la família dels pítids (Pittidae) que habita els boscos de les muntanyes de Sumatra.